# Screenplaying
Screenplaying je kompilacija filmske glazbe s albuma Cal, Last Exit to Brooklyn, The Princess Bride i Local Hero.
Sve pjesme je napisao i izveo Mark Knopfler, osim ako je drukčije navedeno.

## Popis pjesama
Cal
1. Irish Boy
2. Irish Love
3. Father and Son
4. Potato Picking
5. The Long Road

Last Exit to Brooklyn (Izvodi Guy Fletcher)
1. A Love Idea
2. Victims
3. Finale - Last Exit to Brooklyn

The Princess Bride (Izvode Mark Knopfler i Guy Fletcher)
1. Once upon a Time...Storybook Love
2. Morning Ride
3. The Friends' Song
4. Guide My Sword
5. A Happy Ending

Local Hero
1. Wild Theme
2. Boomtown
3. The Mist Covered Mountains
4. Smooching
5. Going Home